# Вернер Гитт
Вернер Гитт (на немски: Werner Gitt) е германски инженер и писател на произведения в жанра научно-популярна литература, ярък представител на християнския креационизъм.

## Биография и творчество
Вернер Гитт е роден на 22 февруари 1937 г. в село Райнек, край Сталупьонен (днес Нестеров), Източна Прусия (днес Калининградска област), в земеделско семейство. След нахлуването на Червената армия през януари 1945 г. по-големият му брат Фриц е задържан, а след това и майка му, която умира известно време след това в Украйна. Депортиран е от Полша и отива в Западна Германия. След като баща му се завръща от плен във Франция, се преместват в района на Люхов, а по-късно във Вестфалия.
През 1968 г. завършва инженерна степен в Техническия университет в Хановер. След дипломирането си работи като асистент в Института за инженерен контрол в Техническия университет в Аахен. Там получава получава докторска степен през 1971 г. От 1971 г. е ръководител на катедрата по информационни технологии в Германския федерален институт по физика и технологии в Брауншвайг. Назначен е за директор на института да пенсиониранено си през 2002 г. В института се занимава с научни въпроси от областта на компютърните науки, числената математика и инженерния контрол и публикува няколко научни труда.
Става член на свободната евангелска църква в Брауншвайг, чест от Асоциацията на евангелските свободни църкви. От 80-те години заема ръководна роля в германското креационистко движение чрез издаването на няколко влиятелни книги. Той е един от лидерите на обществото на неденоминацията „Wort und Wissen“ (Слово и знание), най-голямото креационистко общество в Германия. Автор е на статии за уебсайт за креациониститка апологетика и на книги за проблемната област „Библейска вяра и наука“.
Вернер Гитт живее със семейството си в

## Произведения
- Logos oder Chaos: Aussagen und Einwände zur Evolutionslehre sowie eine tragfähige Alternative (1980)
- Das biblische Zeugnis der Schöpfung (1983)
- Schuf Gott durch Evolution? (1988)
- Fragen, die immer wieder gestellt werden (1989)
Въпроси, които се задават много често, изд. „Верен“ (1993), прев. Ваня Димитрова
- Wenn Tiere reden könnten (1990) – с Карл-Хайнц Ванхайден
Ако животните можеха да говорят..., изд. „Верен“ (1993), прев. Мариета Фиркова
- So steht’s geschrieben. Zur Wahrhaftigkeit und Autorität der Bibel (1992)
Писано е..., изд. „Верен“ (2010), прев. Емилия Бочева
- Signale aus dem All. Wozu gibt es Sterne? (1993)
- In 6 Tagen vom Chaos zum Menschen. Logos oder Chaos. Woher kommt das Leben? Naturwissenschaftliche und biblische Grundfragen zur Schöpfung. Aussagen und Einwände zur Evolutionslehre (1993)
- Am Anfang war die Information. Herkunft des Lebens aus der Sicht der Informatik (1994)
- Faszination Mensch (1996)
- Am Anfang war der Urknall? (2000)
- Zeit und Ewigkeit (2000)
- Und die anderen Religionen? (2001)
- Wunder und Wunderbares (2005)
- Was war der Stern von Bethlehem? (2015)